# А (вагон метро)
«А» — тип электровагона метрополитена, выпускавшегося Мытищинским вагоностроительным заводом в период с 1934 по 1937 год. Был спроектирован специально к открытию Московского метрополитена, которое состоялось в 1935 году.

## История
Проектирование электровагонов для Московского метрополитена было поручено Центральному вагоностроительному бюро Всесоюзного объединения вагоностроительных и тормозных заводов. Руководил проектированием инженер П. И. Травин, известный не только как специалист по подвижному составу, но и как человек, доставивший в августе 1918 года письмо В. И. Ленина американским рабочим. Электрическое оборудование для электровагонов проектировалось на заводе «Динамо», который и изготовлял это оборудование. Кузова и тележки строил Мытищинский вагоностроительный завод; на нём же производились работы по монтажу оборудования на электровагонах.
Первая двухвагонная секция, состоявшая из моторного (№ 1) и прицепного (№ 1001) электровагонов, была изготовлена в конце 1934 года. Электровагоны получили наименование типа «А», которое можно было встретить только в технической документации и литературе, поскольку буквы на стенках кузовов не ставились, имелись только номера вагонов.

## Конструкция

### Механическое оборудование
Для снижения объёма земляных и строительных работ при сооружении тоннелей габаритные размеры электровагонов метрополитена были уменьшены по сравнению с габаритом 1В железнодорожных вагонов и имели максимальную ширину 2700 мм (ширина пассажирских вагонов магистральных железных дорог 3050—3100 мм). Длина электровагонов серии «А» по осям автосцепок составляла 18910 мм. Из моторного и прицепного электровагонов, имевших кабины машиниста, формировалась двухвагонная, пригодная для эксплуатации секция; кабины у секции располагались по её концам (как у трёхвагонных секций серий Св и Сд). Сцепление вагонов метрополитена осуществлялось автоматической сцепкой жёсткого типа («Метро»), конструктивно схожей с автосцепкой Виллисона, и разрабатывавшейся в те же годы на её основе автосцепкой СА-3, но имевшей меньшие размеры и дополнительные элементы для жёсткого сцепления.
Кузов вагона имел цельносварную конструкцию; несущими частями его являлась рама, каркас и обшивка. Рама кузова состояла из двух продольных хребтовых балок и боковин, соединённых между собой приваренными к ним шкворневыми балками, лобовыми частями и другими поперечными связями. К боковинам рамы приваривались вертикальные стойки, к которым крепилась наружная листовая обшивка. Крыша кузова фонарного типа имела отверстия под вентиляционные форточки. Все элементы рамы кузова состояли из профилей и листов конструкционной углеродистой стали.
На шкворневых поперечных балках рамы были укреплены пятники и по два боковых скользуна, при помощи которых нагрузка от кузова передавалась на подрессорный брус люлечного рессорного подвешивания тележки.
Рама тележки сварной конструкции состояла из двух боковых, двух крайних и двух средних поперечных балок замкнутого сечения, выполненных из прокатных листов и профилей конструкционной углеродистой стали. Тележки имели двойное рессорное подвешивание, в котором по сравнению с электровагонами магистральных железных дорог в надбуксовой ступени отсутствовали пружины, а рессоры системы Н. К. Галахова центрального (люлечного) подвешивания были заменены на рессоры, спроектированные инженером В. И. Бабиным и обладавшие более высокими демпфирующими свойствами, что являлось необходимым в стеснённых габаритах тоннеля. Передача тяговых и тормозных усилий колёсных пар на раму тележки и с неё на кузов, как и на моторвагонных секциях пригородного типа, осуществлялась с помощью соответственно челюстей и шкворня. В отличие от моторных вагонов, у прицепных оси имели меньшие диаметры подступичной и средней частей.

### Электрооборудование
Токоприёмники ТР-1А с нижним токосъёмом устанавливались на тележках моторных и прицепных вагонов по одному с каждой стороны. Все четыре токоприёмника были электрически соединены между собой; в зависимости от расположения контактного рельса работали токоприёмники с одной или с другой стороны вагона.
Моторные вагоны серии «А» имели по четыре тяговых электродвигателя ДМП-151 с волновой обмоткой якоря, развивавших часовую мощность 153 кВт при рабочем напряжении в контактной сети (750 В). При полном возбуждении и часовом токе 225 А частота вращения якоря электродвигателя равнялась 784 об/мин, что при передаточном числе зубчатой передачи тягового редуктора 71:18=3,94 и диаметре колёс соответствовало скорости движения 33 км/ч. При ослабленном на 35 % возбуждении 65 % полного возбуждения) скорость часового режима повышалась до 40 км/ч.
За основу электрической схемы пуска тяговых электродвигателей вагонов типа А была принята оправдавшая себя в работе на магистральных линиях железных дорог электрическая схема моторных вагонов электропоездов серии Св, частично переработанная заводом «Динамо» в 1932—1934 гг. Смонтированное по этой схеме оборудование было опробовано на обыкновенном товарном вагоне.
От схемы моторных вагонов серии Св схема моторных вагонов метрополитена отличалась следующим:
- тяговые двигатели внутри каждой группы были постоянно соединены параллельно;
- отсутствовали специальный маневровый резистор и два линейных контактора, подсоединявших его к схеме электродвигателей;
- было увеличено количество пусковых ступеней реостата за счёт установки двух дополнительных реостатных контакторов, а также путём неодновременного вывода секций пусковых резисторов;

- вместо двух был один мостовой контактор для переключения цепей тяговых двигателей на параллельное их соединение.

Переключения в цепях тяговых электродвигателей производились 14 индивидуальными электропневматическими контакторами: двумя линейными ПК-750Д, восемью реостатными и четырьмя контакторами перехода ПК-750Е. Все электропневматические контакторы находились в трёх ящиках: линейные — в ЛК-750Б, а остальные — в ЯК-6Д и ЯК-6Е, которые вместе с другими электроаппаратами размещались под кузовами моторных вагонов. Направление вращения тяговых электродвигателей изменялось, как и на моторных вагонах серии Св, двухпозиционным групповым аппаратом — электропневматическим реверсором ПР-750Б. В отличие от моторных вагонов серии Св, на вагонах метрополитена для ослабления возбуждения вместо индивидуальных контакторов применялся групповой двухпозиционный электропневматический переключатель ПШ-2А.
Реостатный пуск (в качестве реостатов использовались резисторы СЖ-2М) происходил при полном возбуждении (по 10 ступеней на каждом соединении тяговых электродвигателей), после чего осуществлялось ослабление возбуждения при параллельном соединении (одна ступень). Процесс пуска был автоматизирован при помощи реле ускорения и реле ослабления возбуждения.
От перегрузок и коротких замыканий тяговые электродвигатели защищались расположенным в ящике ЯР-3Б реле перегрузки РП-4А-1, отключавшим в аварийных режимах линейные контакторы, а также главным предохранителем ЯП-13А, также установленным в подвагонном ящике. Для отключения электрической схемы вручную использовались главный разъединитель ГВ-4М и разъединитель цепей управления и моторов РУМ-2Б.
Цепи управления вагонов А получали питание от контактного рельса через потенциометр. В зависимости от количества включённых контакторов и напряжения в контактном рельсе, напряжение в цепях управления колебалось от 140 до 60 В. Мотор-генераторов либо аккумуляторных батарей для питания цепей управления вагоны А не имели.
Управление секцией или секциями (поездом) производилось с помощью контроллера машиниста КВ-2А, снабжённого кнопкой управления и съёмной рукояткой. Рукоятка служила для предварительной установки вала контроллера в требуемое положение, а кнопка — для включения и выключения цепей управления. Кнопка и рукоятка были механически сблокированы друг с другом таким образом, что нажатие кнопки оказывалось возможным только в фиксированном положении рукоятки, а поворот рукоятки возможен при нажатой кнопке.
Контроллер имел одно подготовительное положение (включение вспомогательных цепей) пять положений для езды вперёд и два для езды назад. При первом положении для езды вперёд — маневровом — обе группы злектродвигателей включались последовательно и через резистор подключались к сети (1-я ступень пуска), при втором — обе группы электродвигателей включались последовательно и непосредственно подключались к сети (ступень пуска 9с), при третьем — обе груплы электродвигателей включались параллельно (ступень пуска 14в), при четвёртом — обе группы электродвигателей включались параллельно при ослабленном возбуждении (15-я ступень пуска) и при пятом — все тяговые двигатели включались последовательно, и через них протекал повышенный ток.
Последнее положение использовалось как аварийное лишь при отключённой части электродвигателей поезда, когда оставшиеся электродвигатели не могли при других положениях развить необходимое тяговое усилие для движения поезда по подъёму.
Все переключения в электрических цепях, питающих вспомогательное оборудование, как на моторных, так и на прицепных вагонах, производились расположенными в ящике ЯК-4А-1 электромагнитными контакторами ДБ-928 и МКИ-150, аналогичными по конструкции контакторам вагонов пригородных участков железных дорог серии Сд.

## Эксплуатация

### Регулярная пассажирская эксплуатация
Из вагонов типа А состояли первые поезда Московского метрополитена. Они поступили в депо «Северное» и начали эксплуатироваться с пассажирами с момента открытия метрополитена в 1935 году на первой очереди, а с 1938 года — в депо «Сокол» и «Измайлово» для обслуживания соответственно Горьковско-Замоскворецкой и Арбатско-Покровской линий. Секции вагонов А сцеплялись в четырёхвагонные, а позже и в шестивагонные поезда, и могли эксплуатироваться совместно с вагонами типа Б, которые являлись дальнейшим развитием вагонов типа А и имели одинаковую форму кузова. Эксплуатация на Кировско-Фрунзенской и Горьковско-Замоскворецкой линиях продолжалась до 1951 года, после чего вагоны с этих линий были переданы в депо Измайлово. На Арбатско-Покровской линии поезда типа А эксплуатировались с пассажирами до конца января 1975 года.

### Служебная и экскурсионная пассажирская эксплуатация
После снятия с эксплуатации вагон типа «А» № 1001 был переделан в путеизмеритель и отправлен в Бакинский метрополитен. Впоследствии вагоны типа «А» использовались в Московском метрополитене как служебные. Два вагона данной серии (№ 21 и № 1031) использовались как дефектоскопы до 1999 года. Из них также вагон № 1031 был дефектоскопом, а вагон № 21 был его проявочной лабораторией. После этого вагон № 1031 находился на консервации в депо «Красная Пресня», а вагон № 21 в 2013 году продан московскому байкерскому бару «Ночной поезд» около станции Угрешская Московской кольцевой железной дороги, где он был установлен как памятник и впоследствии перекрашен в жёлто-коричневые, а затем бежево-красные цвета. Ещё 1 вагон типа «А» № 1 с оригинальным салоном в хорошем состоянии долгое время находился на территории депо «Измайлово». Остальные вагоны данной серии в полноценном виде не сохранились и были порезаны или проданы в качестве сараев, точное местонахождение их неизвестно.

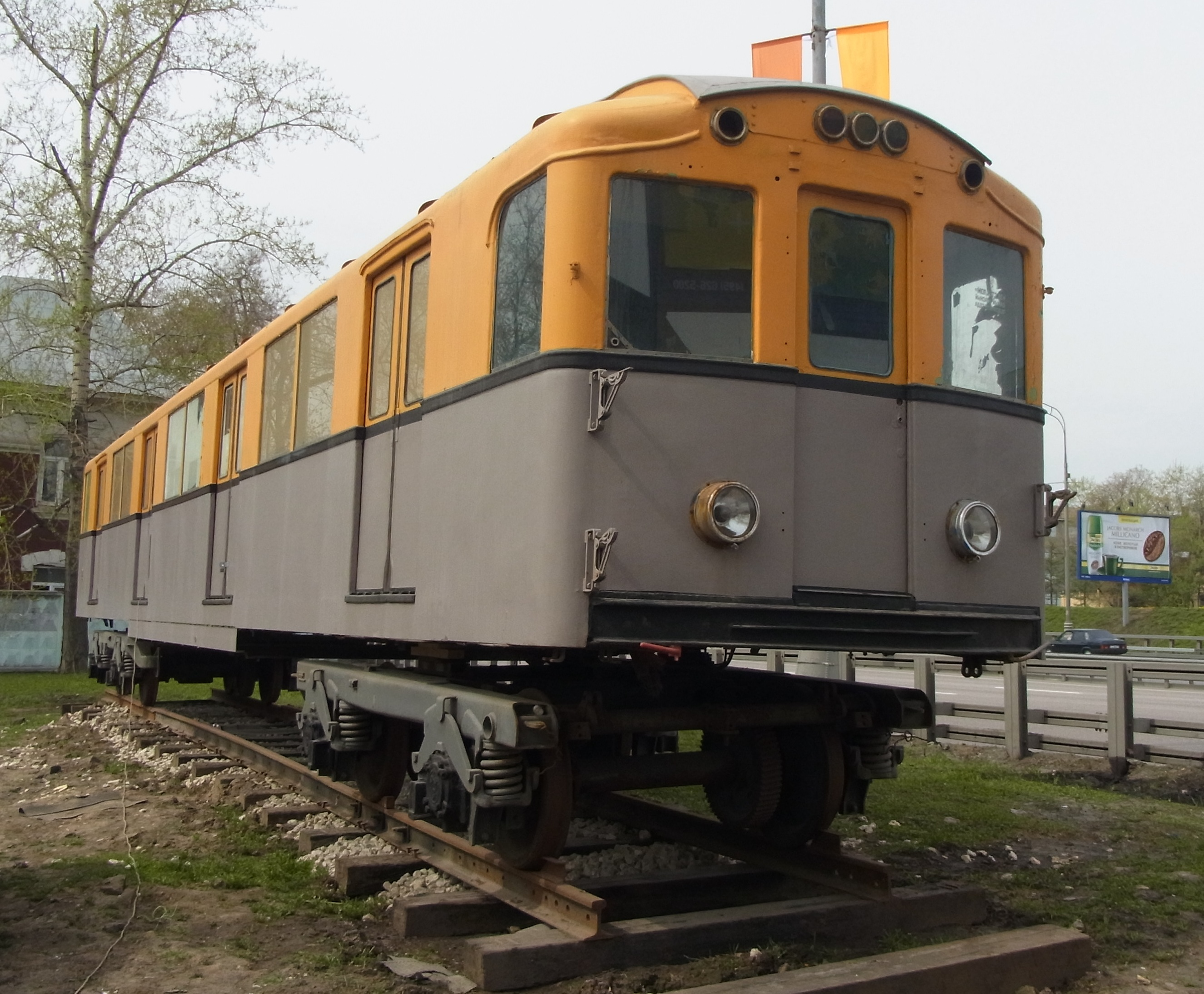
Вагон типа А № 21 около станции Угрешская
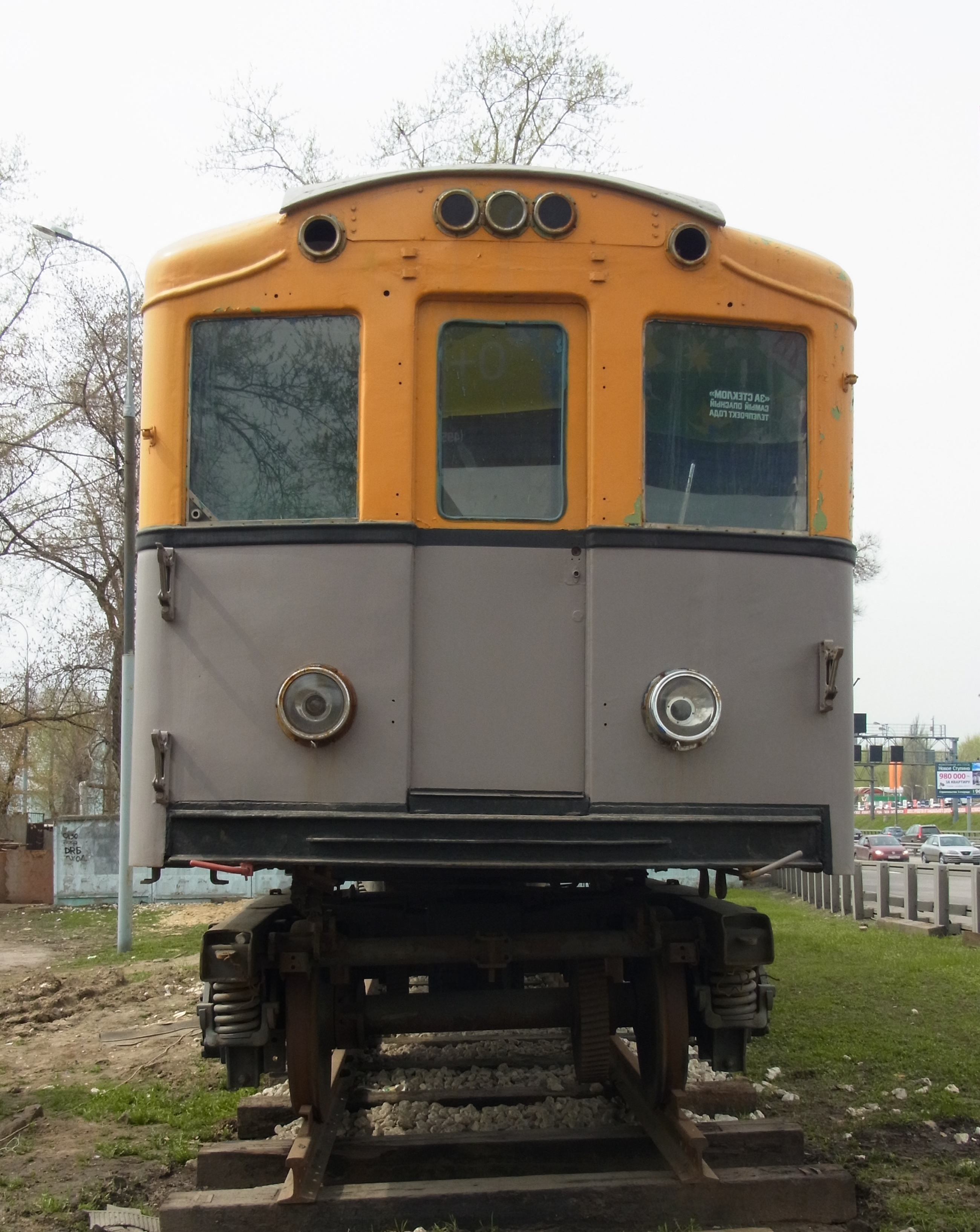
Вагон типа А № 21, вид спереди
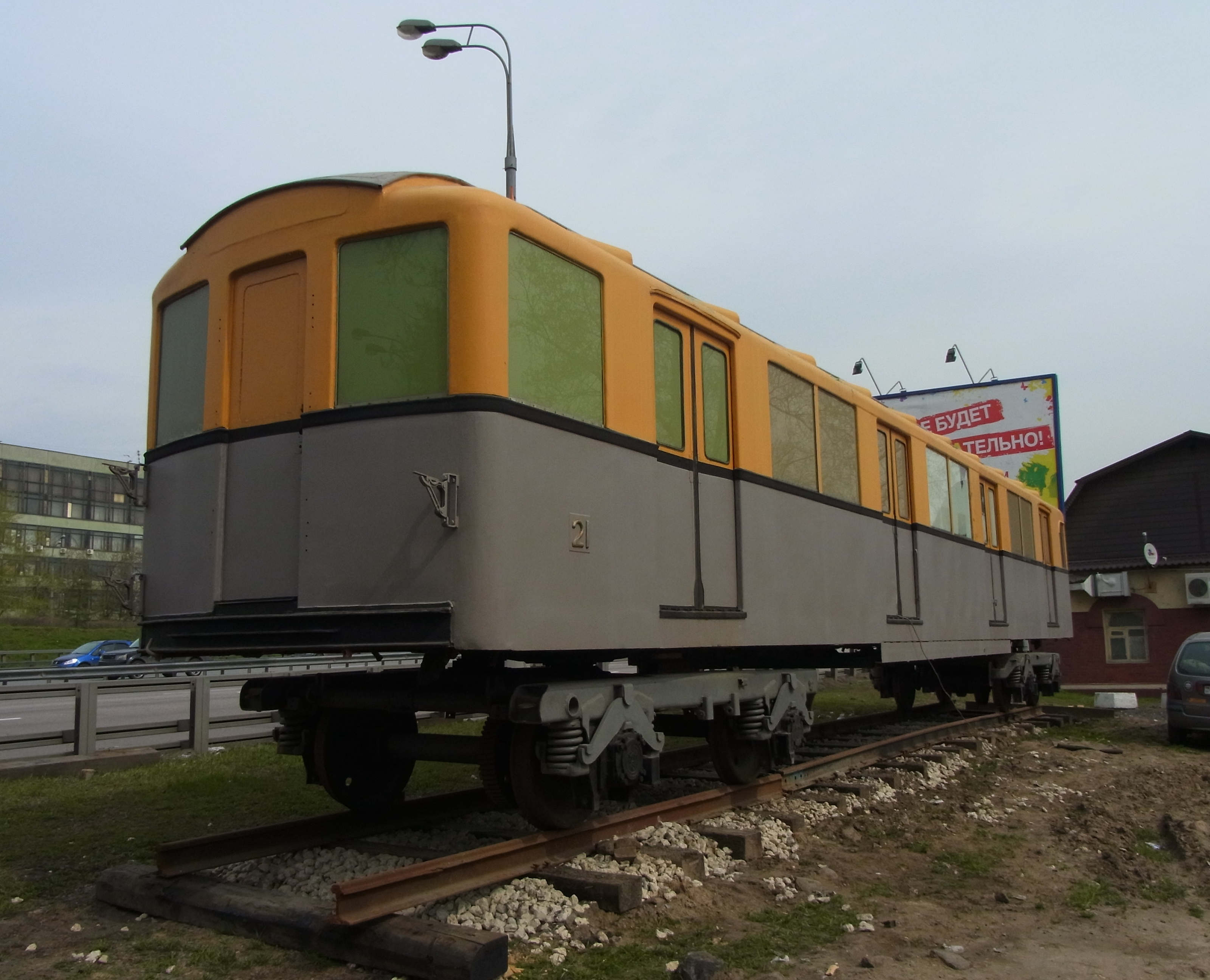
Вагон типа А № 21, вид сзади-сбоку
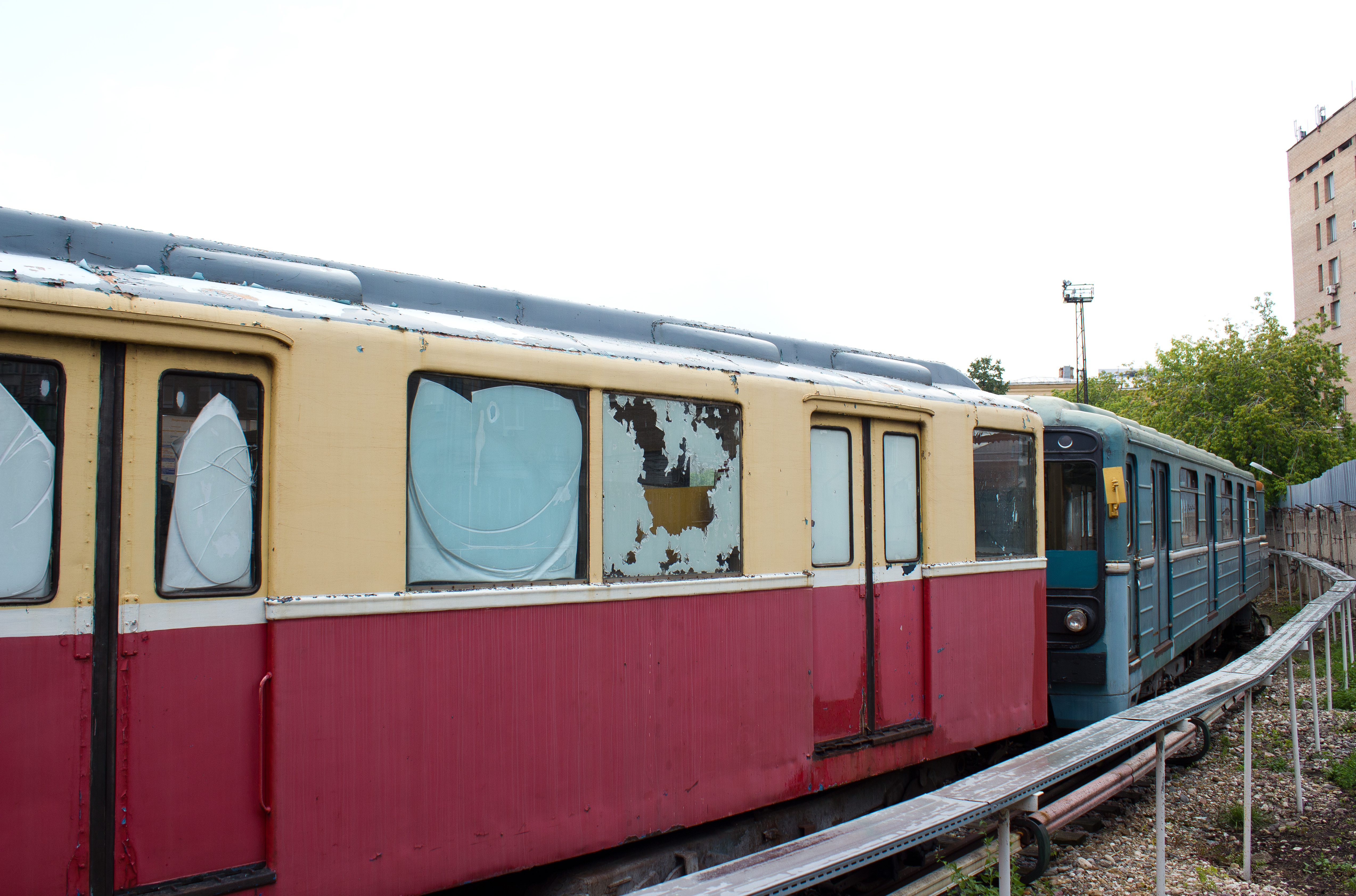
Вагон типа А, прицепной (№ 1031, слева) до восстановления

В 2015 году вагоны № 1 и № 1031 прошли капитально-восстановительный ремонт в электродепо «Выхино» и на период 15—16 мая 2015 года выставлены на центральном пути станции «Партизанская» в рамках выставки ретровагонов, посвящённой 80-летию Московского метрополитена. Позднее вагоны № 1 и № 1031 были восстановлены до ходового состояния. 28 июля была проведена обкатка по парковым путям электродепо «Выхино», 31 июля вечером была проведена обкатка состава 1-1031 на участке «Выхино — Текстильщики» Таганско-Краснопресненской линии. В августе 2015 года состав был отправлен на территорию депо испытательного кольца ВНИИЖТ в Щербинке для выставления на обозрение в рамках V выставки Экспо-1520. Оба вагона были представлены посетителям выставки в начале сентября, причём 5 сентября — для всех желающих, с возможностью посещения салона вагона и кабины машиниста. В 2016 году Московский метрополитен выкупил вагон № 21 у байкерского клуба «Ночной поезд». В конце декабря вагон был доставлен в электродепо Выхино для проведения капитально-восстановительного ремонта. В мае 2017 года восстановлен до ходового состояния, передан в электродепо Измайлово и вцеплен в музейный состав 1-1031-21. 
Сформированный трёхвагонный поезд типа А в Московском метрополитене стал принимать участие в некоторых праздничных мероприятиях, а также использоваться в пассажирском движении на Арбатско-Покровской и Филёвской линиях во время платных ночных экскурсий из депо Измайлово по маршруту «Партизанская» — «Киевская» с несколькими промежуточными остановками. В 2022 и 2025 годах поезд  совершал одиночные пассажирские рейсы по Сокольнической линии 15 мая в честь дня открытия Московского метрополитена и в дневное время, однако из-за меньшей пассажировместимости, максимальной скорости и ускорения по сравнению с современными составами для соблюдения графика он использовался только на ограниченном центральном участке линии, преследуя большинство станций без остановок. В 2022 году поезд проехал по участку «Парк культуры» — «Лубянка» с высадкой и посадкой  на станции «Кропоткинская», а в 2025 году — от станции «Сокольники» до станции «Парк культуры» полностью резервом (без остановок). 
В ноябре 2017 года Бакинский метрополитен восстановил изначальный облик вагона 1001 (перенумерован в 001) и включил его в ретросостав. Во время новогодних праздников 2017—2018, этот вагон использовался в составе, состоящем из вагонов 81-717/714.

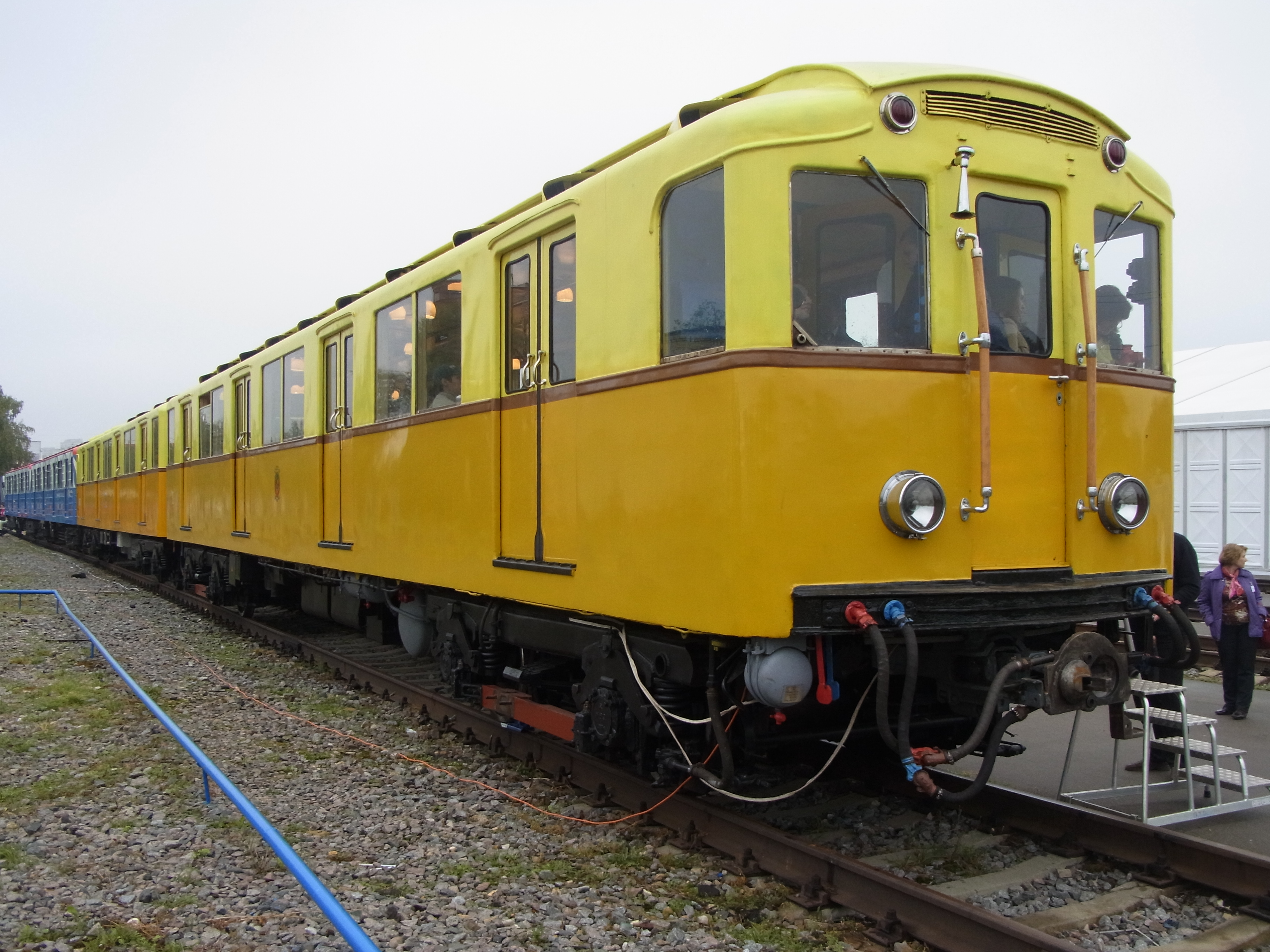
Вагоны типа А: моторный (№ 1, справа) и прицепной (№ 1031). Экспозиция на V выставке ЭКСПО 1520 на ЭК ВНИИЖТ
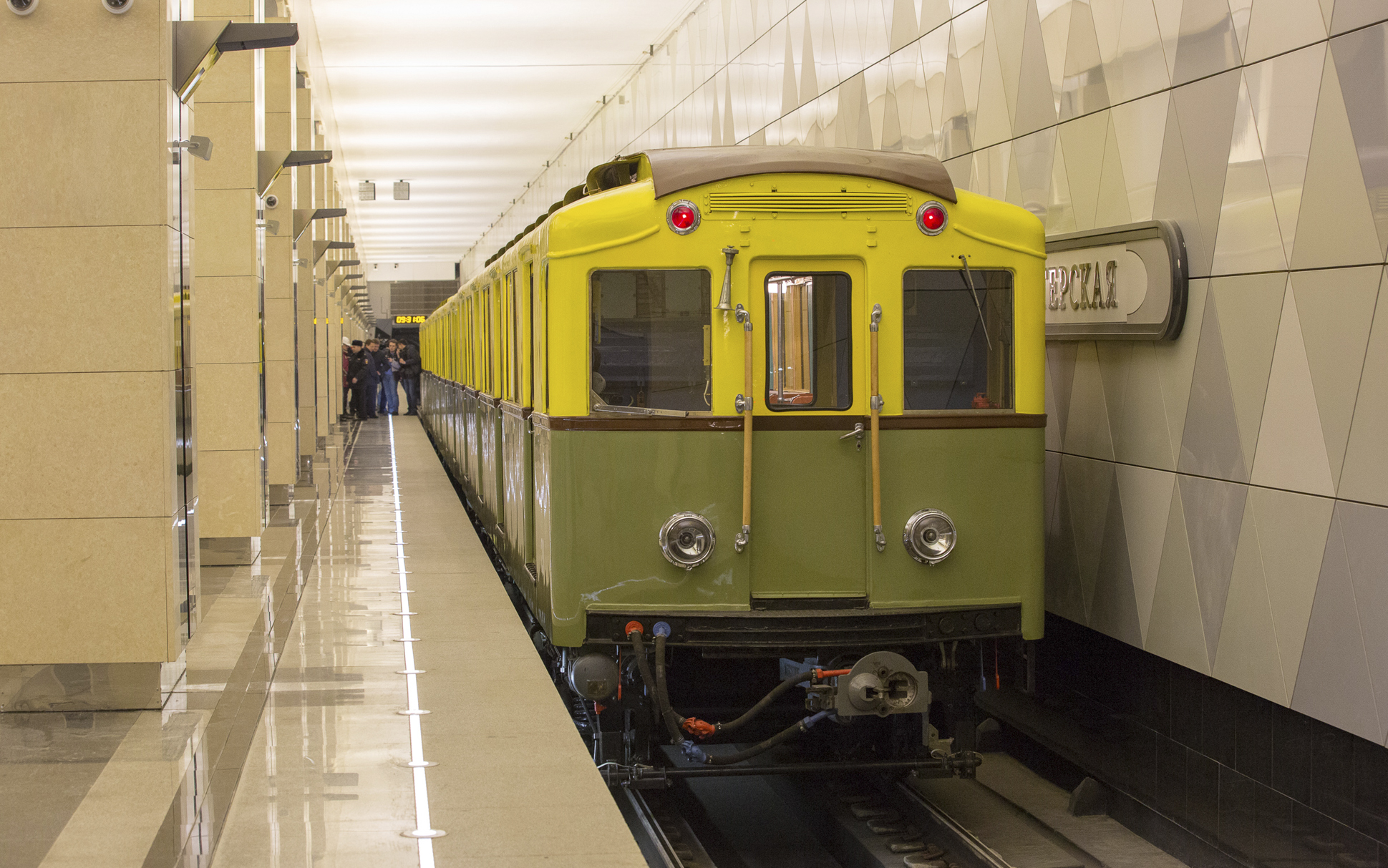
Трёхвагонный состав типа А на станции Селигерская
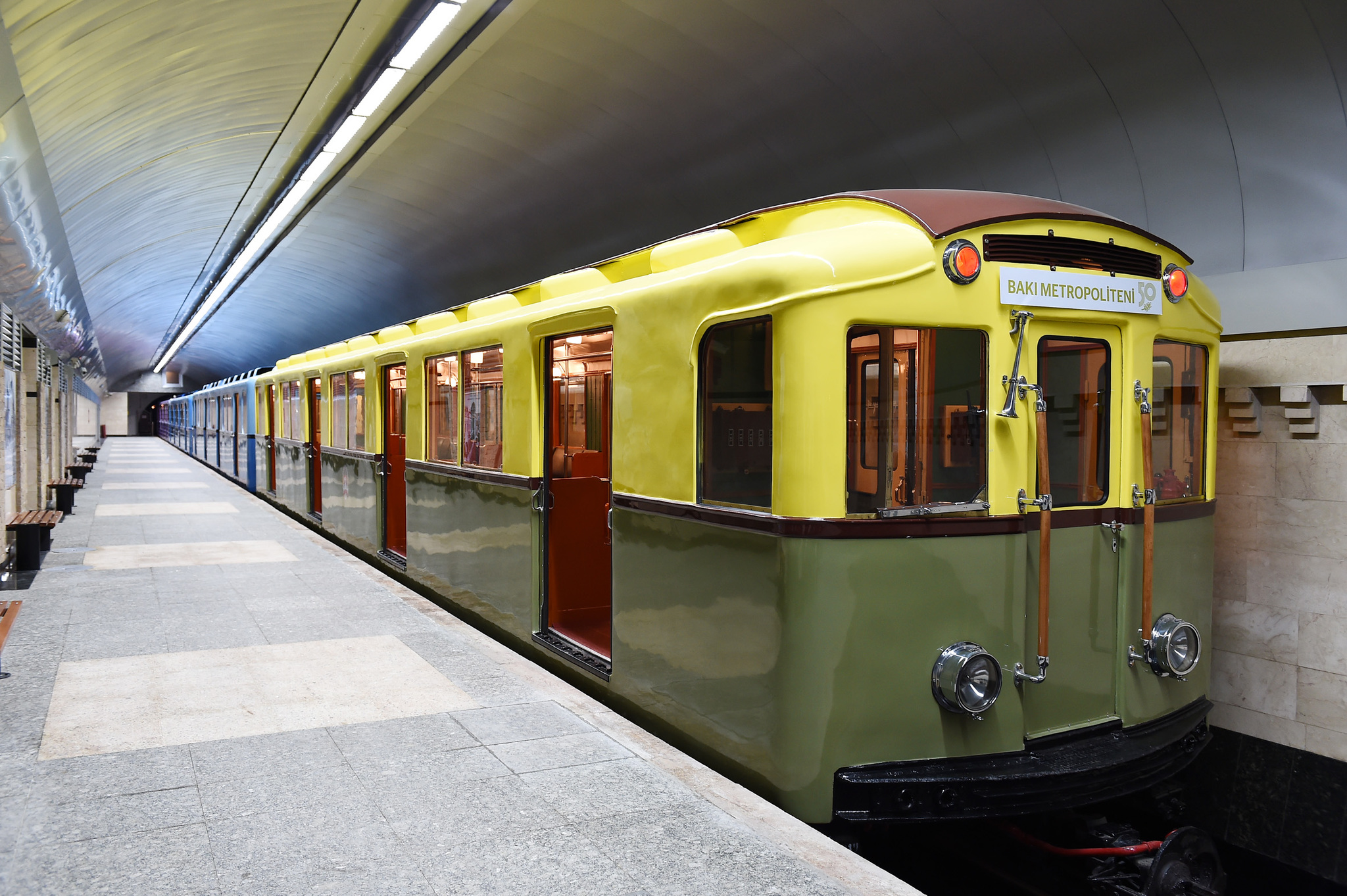
Вагон типа А №1001 на станции Ичери-Шехер Бакинского метрополитена

На Сокольнической линии Московского метрополитена курсирует ретропоезд «Сокольники» из вагонов 81-717.5А/714.5А, стилизованный под вагоны типа А.

## В культуре
Модернизированная версия вагонов «А» — Ам — воссоздана в дополнении (моде) «Metrostroi Subway Simulator» к игре «Garry's Mod» в Steam, разработана «игроками-энтузистами» и функционирует в виде аддона в Steam Workshop. Дополнение отличается от других компьютерных симуляторов поезда высокой реалистичностью.